# Peter Werner
Pour les articles homonymes, voir Werner.
Peter Werner est un réalisateur et producteur américain né le 17 janvier 1947 à New York (État de New York) et mort le 21 mars 2023 à Wilmington (Caroline du Nord). 

## Biographie
Peter Werner est le frère de Tom Werner, également producteur de cinéma.

## Filmographie

### comme réalisateur
- 1971 : Hidden and Seeking
- 1976 : In the Region of Ice
- 1978 : Battered  (TV)
- 1979 : Aunt Mary (TV)
- 1980 : Barn Burning (TV)
- 1981 : Prisoners
- 1982 : Don't Cry, It's Only Thunder
- 1984 : L'École des héros (Hard Knox) (TV)
- 1984 : I Married a Centerfold (en) (TV)
- 1985 : Sins of the Father (TV)
- 1986 : Outlaws (en) (TV)
- 1986 : Outlaws (série télévisée)
- 1987 : LBJ: The Early Years (TV)
- 1987 : Flic à tout faire ("Hooperman") (série télévisée)
- 1987 : 260 chrono (No Man's Land)
- 1989 : Men (série télévisée)
- 1990 : Cas de conscience (The Image) (TV)
- 1990 : Hiroshima: Out of the Ashes (TV)
- 1990 : DEA (série télévisée)
- 1991 : The Good Policeman
- 1992 : Ned Blessing: The True Story of My Life (TV)
- 1993 : Doorways (TV)
- 1994 : L'Homme aux deux épouses (The Substitute Wife) (TV)
- 1995 : L'Intrépide chevalier Millard (The Four Diamonds) (TV)
- 1995 : Almost Golden: The Jessica Savitch Story (TV)
- 1995 : Condamnée au silence (The Unspoken Truth) (TV)
- 1995 : Inflammable (TV)
- 1996 : Deux mères pour un enfant (Two Mothers for Zachary) (TV)
- 1996 : Blue Rodeo (TV)
- 1997 : On the Edge of Innocence (TV)
- 1997 : L'Antre de Frankenstein (House of Frankenstein 1997) (TV)
- 1998 : Un monde trop parfait (Tempting Fate) (TV)
- 1998 : Mama Flora's Family (TV)
- 1999 : Hugh Hefner et l'empire playboy (Hefner: Unauthorized) (TV)
- 2000 : The '70s (TV)
- 2001 : Maybe It's Me (série télévisée)
- 2001 : Un bébé pas comme les autres (No Ordinary Baby / After Amy) (TV)
- 2001 : Philly (série télévisée)
- 2001 : Ruby's Bucket of Blood (TV)
- 2001 : Appelez-moi le Père Noël ! (Call Me Claus) (TV)
- 2002 : Une famille déchirée (We Were the Mulvaneys) (TV)
- 2002 : For the People (série télévisée)
- 2002 : Boomtown (série télévisée)
- 2002 : Le Pacte d'amour (The Pact) (TV)
- 2003 : Killer Instinct: From the Files of Agent Candice DeLong (TV)
- 2004 : Gracie's Choice (TV)
- 2005 : La Colline aux adieux (Vinegar Hill) (TV)
- 2005 : Trop jeune pour être mère (Mom at Sixteen) (TV)
- 2005 : Amber Frey: Witness for the Prosecution (TV)
- 2005 : Snow Wonder (TV)
- 2006 : Why I Wore Lipstick to My Mastectomy (TV)
- 2007 : Conséquences (Girl, Positive) (TV)
- 2008 : Le Défi de Kylie (The Circuit) (TV)
- 2008 : Une leçon de vie (TV)
- 2010-2011 : Justified (série télévisée)
- 2010 : Le pacte des non-dits Bond of Silence (TV)
- 2011 : Super Hero Family (série télévisée)

### comme producteur
- 1989 : Men (série télévisée)
- 2002 : Une famille déchirée (We Were the Mulvaneys) (TV)
- 2002 : Le Pacte d'amour (The Pact) (TV)